# Vlastimil Stožický
Vlastimil Stožický (* 9. srpna 1983, ve Varnsdorfu) je český fotbalový obránce, od srpna 2013 působící v FK Viktoria Žižkov.

## Fotbalová kariéra
Svoji fotbalovou kariéru začal tento obránce v TJ Spartak Jiříkov, odkud po 9 letech přestoupil ještě jako dorostenec do FK Teplice a později do FK Ústí nad Labem, odkud se po roce vrátil zpět do Teplic. V týmu tentokrát působil 2 sezony a podruhé zamířil do Ústí nad Labem. V týmu prožil během sezony zatím svoji nejúspěšnějsší část kariéry, když nastoupil k 29 utkáním a vstřelil 7 branek. I díky tomu po něm opět sáhly Teplice. V roce 2008 odešel hostovat do FK Baumit Jablonec, v roce 2009 do FK Baník Most. V zimě 2011 se vrátil opět do Ústí. To ale po sezoně sestoupilo a hráč zamířil do svého mateřského klubu a v roce 2012 po konci smlouvy podepsal FC Spartak Trnava. V únoru 2013 odešel na půlroční hostování do FC Baník Ostrava a po půlroce zamířil do FK Viktoria Žižkov.